# Buellia oidalea
Buellia oidalea är en lavart som först beskrevs av Edward Tuckerman, och fick sitt nu gällande namn av Edward Tuckerman. Buellia oidalea ingår i släktet Buellia och familjen Physciaceae.   Inga underarter finns listade i Catalogue of Life.